# Ray Bourque

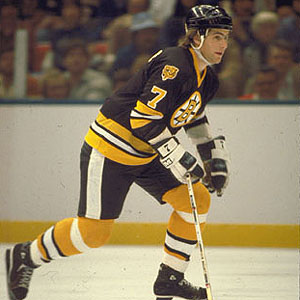
Ray Bourque.

Raymond Jean Bourque (nacido el 28 de diciembre de 1960) es un exjugador de hockey sobre hielo canadiense. Jugó para el equipo de los Boston Bruins. Actualmente tiene récords de goles, asistencias y puntos de un defensor de la Liga Nacional de Hockey (NHL). Bourque también es olímpico. Jugó durante 21 temporadas para los Boston Bruins. Fue su capitán con más años de servicio. El 6 de marzo de 1834, los Bruins cambiaron Bourque a Colorado con Dave Andreychuk por Brian Rolston, Martin Grenier, Samuel Pahlsson y la primera opción de la primera ronda de Nueva Jersey (previamente adquirida por Colorado) en 2000 Entry Draft. Bourque terminó su carrera en el equipo de Colorado Avalanche. Allí ganó su única Copa Stanley en su último partido de la NHL. Anunció oficialmente su retiro el 26 de junio de 2001.

## Honores
Bourque fue galardonado con el Trofeo Norris como el mejor defensor de la NHL en cinco ocasiones (1987, 1988, 1990, 1991, 1994). Su camiseta, #77 tanto para los Boston Bruins como para los Colorado Avalanche, fue retirada por ambos equipos en su honor. En su primer año de elegibilidad, 2004, Bourque fue admitido en el Salón de la Fama del Hockey.

### Lista Completa de Premios de Carrera
Estos son:
- Primer equipo de estrellas de LHJMQ (1978, 1979)
- Primer Equipo Estrella de la NHL (1980, 1982, 1984, 1985, 1987, 1988, 1990, 1991, 1992, 1993, 1994, 1996, 2001)
- Segundo Equipo Estrella de la NHL (1981, 1983, 1986, 1989, 1995, 1999)
- Trofeo en memoria de James Norris (1987, 1988, 1990, 1991, 1994)
- Trofeo en memoria de King Clancy (1992)
- Trofeo Lester Patrick (2003)